# Elsa von Bonin
Gutta Rosalie Elsa Sybilla von Bonin (* 14. Oktober 1882 in Berlin; † 17. Juni 1965 in Berlin-Wilmersdorf) war eine deutsche Juristin, Rittergutsbesitzerin und Schriftstellerin.

## Leben
Elsa von Bonin war die Tochter des Verwaltungsjuristen, Rittergutsbesitzers, Kammerherrn und späteren Staatsministers Gisbert von Bonin (1841–1913). Dieser hatte am 22. April 1872 in Godesberg die verwitwete Maria Freiin von Hurter (* 7. November 1839 in Elberfeld; † 18. August 1912 auf Gut Brettin) geheiratet. Ihre Schwestern waren die Schriftstellerin Maria von Gneisenau und die Malerin Edith von Bonin.
Elsa von Bonin besuchte die Höhere Töchterschule in Berlin und bestand am Humanistischen Gymnasium in Jena das Abitur. Danach studierte sie Rechtswissenschaften an den Universitäten Jena und Berlin. In Jena begegnete sie 1906 der Schriftstellerin und Frauenrechtlerin Toni Schwabe, mit der sie kurzzeitig ein Verhältnis hatte. Im Jahre 1915 promovierte sie an der Juristischen Fakultät der Universität Greifswald zur Dr. jur. Das Thema ihrer Dissertation lautete Die Verwertbarkeit des Motivs im materiellen Strafrecht. Nach dem Tod des Vaters 1913 erbte sie mit ihren beiden älteren Schwestern das väterliche Rittergut Brettin mit Annenhof im Kreis Jerichow II des Regierungsbezirks Magdeburg der preußischen Provinz Sachsen. Sie zahlte ihre Schwestern aus. Nachdem sie zunächst das Rittergut verpachtet hatte, zog sie aus der Großstadt Berlin auf das Land und bewohnte das Schloss Brettin mit ihrer Lebensgefährtin, der in Aachen geborenen Fabrikantentochter Erna Schill-Krämer (1887–1972).
Noch während ihrer Berliner Zeit erschien ihr Erstlingswerk, der Roman Das Leben der Renée von Catte, in dem sie eigene biografische Stationen und Erlebnisse dichterisch verarbeitete. Die adlige Hauptperson des Romans lebte wie sie in einer lesbischen Liebesbeziehung. Dem 1911 erschienenen Roman folgten mehrere weitere Publikationen.
Neben der Schriftstellerei und Wirtschaft widmete sich Elsa von Bonin in ihrer Freizeit der Jagd und Gartenarbeit. Die insgesamt 544 Hektar für Brettin und Annenhof waren zeitweise verpachtet. Im Zuge der Bodenreform wurde im September 1945 ihr Rittergut Brettin enteignet, da es über 100 Hektar groß war. Daraufhin zog Elsa von Bonin erst nach Magdeburg, dann nach Erfurt und zuletzt nach West-Berlin.
Elsa von Bonin starb im Alter von 82 Jahren am 17. Juni 1965 in ihrer Wohnung in Berlin-Wilmersdorf. Ihre Lebensgefährtin Erna Schill-Krämer, die 1935 eine kleine Familienchronik zu den von Bonin veröffentlicht hatte, überlebte sie um sieben Jahre. Ein weiterer Hinterbliebener war Fabian von Ostau (1921–1997), den Elsa von Bonin 1933 adoptiert hatte.

## Schriften (Auswahl)
- Die Söhne. Stuttgart 1925.
- Thomasine von Bärenclau. Leipzig 1931.
- Was wäre ich ohne Dich? 1953.